# Carrière des Fusillés
La carrière des Fusillés est la sablière, située dans la commune de Châteaubriant, en Loire-Atlantique (à l'époque Loire-Inférieure), où vingt-sept prisonniers du camp de Choisel ont été fusillés par les nazis le 22 octobre 1941 en représailles à la mort de Karl Hotz, un lieutenant-colonel (Oberstleutnant) de l'armée de terre allemande.

## Historique
L'année 1941 marque un tournant dans l'action de la Résistance en France, notamment du fait de l'engagement officiel du Parti communiste à la suite de l'entrée en guerre de l'URSS.
Ce tournant se traduit notamment par une intensification des actions de sabotages et des attentats contre l'occupant allemand. Celui-ci réagit de plus en plus violemment, adoptant une stratégie d'exécutions massives en guise de représailles.
Le 21 août 1941, un attentat cause ainsi la mort d'Alfons Moser, un aspirant de la Kriegsmarine, tué par Pierre Georges (dit « Colonel Fabien ») au métro Barbès - Rochechouart. L'armée allemande décrète en conséquence que tous les Français arrêtés seront considérés comme otages et, qu'« en cas de nouvel acte, un nombre d'otages correspondant à la gravité de l'acte criminel commis sera fusillé ».
Le gouvernement de Vichy met en place des juridictions d’exception, les sections spéciales, pour juger les communistes. Le Commandement militaire allemand en France (Militärbefehlshaber in Frankreich) fait de son côté pression pour que ceux-ci soient condamnés à mort.

### Motif de l’exécution des otages
À l'automne 1941, des groupes armés communistes réalisent une série d'opérations à Bordeaux, Nantes et Rouen, dans le but de forcer l'armée allemande à maintenir des troupes sur l'ensemble du territoire. Le matin du 20 octobre, le lieutenant-colonel Karl Hotz, Feldkommandant de Nantes, est ainsi abattu par Gilbert Brustlein, membre d'un commando de jeunes communistes parisiens de l'Organisation spéciale. L'armée allemande réagit immédiatement : le général von Stülpnagel, commandant des troupes d’occupation en France, fait afficher que, « en expiation de ce crime », cinquante otages seront fusillés, ainsi que cinquante autres si les coupables ne sont pas arrêtés avant le 23 octobre à minuit.

### Déroulement
Les vingt-sept fusillés de Châteaubriant, tous communistes ou proches du parti, sont étrangers à l'attentat de Nantes : la  majeure partie des communistes ont été arrêtés à partir d’août 1939 après l’annonce de la conclusion du Pacte germano-soviétique, certains autres par la police de Vichy au cours de l’automne-hiver 1940-1941. C'est par exemple le cas de Guy Môquet, arrêté le 13 octobre 1940 par la police française,.
Le général von Stülpnagel choisit les noms des fusillés sur une liste de 61 détenus du camp d'internement de Choisel, sur la base d'une liste fournie par les services du ministre de l'Intérieur de Vichy, Pierre Pucheu ; 17 d'entre eux font partie des 27 fusillés du 22 octobre 1941. La liste de Pucheu rassemblait des détenus présentés comme « particulièrement dangereux ».
Le mercredi 22 octobre 1941, jour de marché à Châteaubriant (il y a donc beaucoup de monde en ville) les otages, partis du camp de Choisel en camions, chantent La Marseillaise pendant tout le trajet. Tous refusent d'avoir les yeux bandés. Ils sont fusillés en trois groupes de neuf, à 15 h 55, 16 h et 16 h 10.

### Liste des otages fusillés

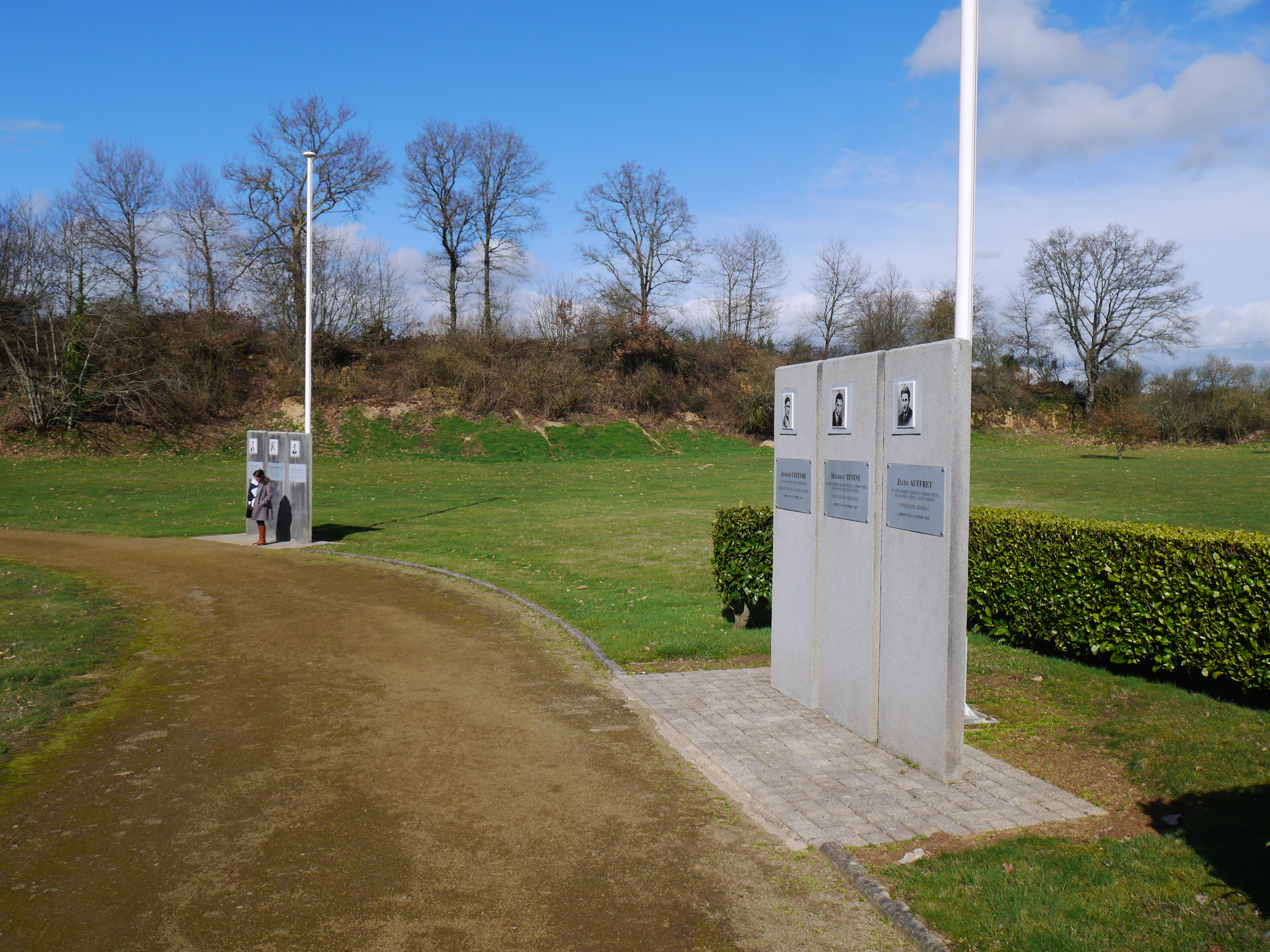
Pour chaque victime est érigée une stèle en sa mémoire.

- Jules Auffret, 39 ans, ouvrier gazier, de Bondy, conseiller général communiste de la Seine.
- Henri Barthélémy, 58 ans, de Thouars, retraité de la SNCF, militant communiste.
- Titus Bartoli, 58 ans, de Digoin, instituteur honoraire, militant communiste.
- Maximilien Bastard, 21 ans, de Nantes, chaudronnier, militant communiste.
- Marc Bourhis, 34 ans, de Trégunc, instituteur, militant communiste trotskiste.
- Émile David, 19 ans, de Nantes, mécanicien-dentiste, militant communiste.
- Charles Delavacquerie, 19 ans, de Montreuil, imprimeur, militant communiste.
- Maurice Gardette, 49 ans, de Paris, artisan tourneur, conseiller général communiste de la Seine.
- Désiré Granet, 37 ans, de Vitry-sur-Seine, militant communiste et secrétaire général de la Fédération CGT des papiers et cartons.
- Jean Grandel, 50 ans, employé des PTT, maire communiste de Gennevilliers, conseiller général communiste de la Seine, secrétaire de la Fédération postale de la CGT.
- Pierre Guéguin, 45 ans, de Concarneau, professeur, maire communiste de Concarneau et conseiller général du Finistère, communiste critique : refuse d'accepter le pacte germano-soviétique et rompt avec le PCF, puis se rapproche des trotskistes.
- Huỳnh Khương An[a],[15] dit « Luisne », 29 ans, de Paris, professeur, militant communiste.
- Eugène Kérivel, 50 ans, de Basse-Indre, capitaine côtier (marin pêcheur), militant communiste.
- Raymond Laforge, 43 ans, de Montargis, instituteur, militant communiste.
- Claude Lalet, 21 ans, de Paris, étudiant, dirigeant des Jeunesses communistes.
- Edmond Lefevre, 38 ans, d'Athis-Mons, métallurgiste, militant communiste.
- Julien Le Panse, 34 ans, de Nantes, peintre en bâtiment, militant communiste.
- Charles Michels, 38 ans, de Paris, ouvrier de la chaussure, député communiste de la Seine, secrétaire de la Fédération CGT des cuirs et peaux.
- Guy Môquet, 17 ans, de Paris, lycéen, militant communiste, fils du député de la Seine Prosper Môquet déporté au bagne de Maison-Carrée.
- Antoine Pesqué, 55 ans, d’Aubervilliers, docteur en médecine, militant communiste.
- Jean Poulmarc'h, 31 ans, d'Ivry-sur-Seine, secrétaire général de la Fédération CGT des produits chimiques, militant communiste.
- Henri Pourchasse, 34 ans, d'Ivry-sur-Seine, employé de préfecture, responsable de la Fédération CGT des cheminots, militant communiste.
- Victor Renelle, 42 ans, de Paris, ingénieur-chimiste, militant communiste, créateur du syndicat des techniciens des industries chimiques.
- Raymond Tellier, 53 ans, de Paris, ingénieur-chimiste, militant communiste.
- Maurice Ténine, 34 ans, d’Antony, docteur en médecine, militant communiste.
- Jean-Pierre Timbaud, 31 ans, de Paris, mouleur en bronze, secrétaire général de la Fédération CGT de la métallurgie, militant communiste.
- Jules Vercruysse, 48 ans, de Paris, ouvrier du textile, secrétaire général de la Fédération CGT des textiles, militant communiste.

### Commémorations
Dès le dimanche ayant suivi les exécutions, des habitants de Châteaubriant sont venus se recueillir dans la carrière malgré l'interdiction faite par les autorités allemandes.

## Mémorial
Le premier monument de la carrière des fusillés fut construit par trois Castelbriantais, Joseph Marie Huffé, garagiste qui fit le fût metallique, Yves Trévedy, artiste peintre qui fit les listes et décors, et un maçon dont on a perdu le nom qui fit le socle. Dès le 22 octobre 1944 eurent lieu les premières commémorations.
Grâce à plusieurs souscriptions nationales et aux dons de ses adhérents, l'« Amicale de Châteaubriant Voves-Rouillé », regroupant d'anciens internés politiques des camps castelbriantais, put acquérir différents lots de terrain dit « Le champ de la Sabliére » :
- le 21 juin 1948, achat du champ (lieu d’exécution) ;
- le 6 décembre 1963, achat de la parcelle où fut édifié le monument des 27 otages ;
- 18 avril 1978 - 16 avril 1980, acquisition de parcelles complémentaires ;
- 17 octobre 1986, achat de la ferme.

Un monument situé sur le lieu-même de l'exécution, réalisé par le sculpteur Antoine Rohal, fut inauguré le 22 octobre 1950.
Le 7 mai 1993, quarante-quatre ans après les premières démarches, le site fut classé. Le monument de 1950 est inscrit au titre des monuments historiques par l'arrêté du 17 octobre 2016.
Le 20 octobre 2018, le site de la carrière, réaménagé avec un "parcours mémoriel repensé" est inauguré.